# 南極條約郵票
南極條約郵票（英語：Antarctic Treaty issue）是由霍華德·科斯洛設計、美國郵政部於1971年6月23日發行之邮票，紀念《南極條約》生效十週年。這也是科斯洛設計的第一款郵票。
南極條約郵票之面值為8美分，發行量約一億三千萬張。

## 背景
1959年12月1日，美國與其他十一個在国际地球物理年期間活躍於南极洲科學研究之國家簽訂了《南極條約》，1961年生效。
1968年11月18日至29日，第五次《南極條約》協商會議在法國巴黎召開，會中建議各締約國發行《南極條約》生效十週年紀念邮票。

## 發行

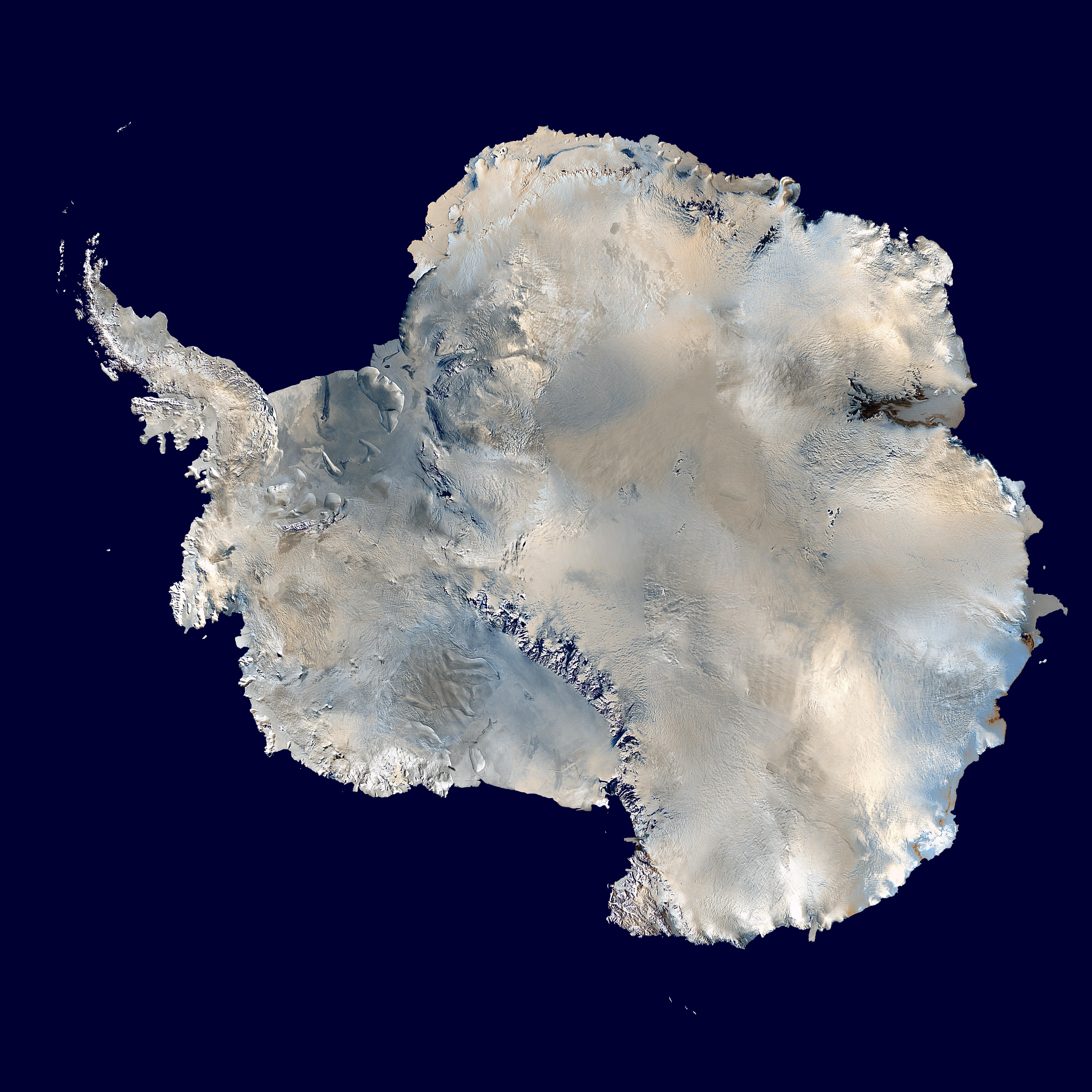
《南極條約》約束各國在南極洲（圖）之活動

南極條約郵票之發行於1971年5月公告，6月23日（即《南極條約》生效十週年當日）正式發行。官方同時在华盛顿哥伦比亚特区舉行了首日封典禮，時任美国国务卿威廉·羅傑斯、郵政部部長溫頓·布朗特及《南極條約》各締約國駐美國大使皆與會；布朗特並致贈時任蘇聯駐美大使阿納托利·多勃雷寧一本郵票冊。
南極條約郵票之發行量約一億三千萬張。
南極條約郵票之樣票（specimen）及拓樣（plate proof）由美國國家郵政博物館之國家集郵收藏持有。2013年，美國郵政署在eBay上拍賣含有前郵政部部長布朗特手批字跡之拓樣一張，此為部長集郵收藏中二張拓樣之一。該張拓樣票最終拍得1,099.99美元。

## 設計
南極條約郵票由美國著名郵票繪圖師霍華德·科斯洛設計；這是他設計的第一款郵票。郵票之設計取自於《南極條約》歷次協商會議之文件，描繪白色之南極洲配以藍色背景。這也契合早先國際科學聯合會理事會南極研究特別委員會於1965年做出建議《南極條約》生效十週年紀念郵票應突出顯示南極洲地圖之呼籲；鑑於當時各國對南极地区之領土主張，以南極洲地圖為中心的單純設計具備相當重要之政治考量。
南極條約郵票之面值為8美分。

## 類似郵票
除美國以外，《南極條約》其他締約國亦有發行條約生效十週年之紀念郵票。
1991年《南極條約》生效三十週年之際，美國再次發行紀念郵票。該郵票為航空郵件郵票，其面值為50美分，並由科斯洛回鍋繪製；郵票之設計描繪冰川號破冰艦航行於羅斯島附近海域。